# Ерасистрат відкриває причину хвороби Антіоха
«Ерасистрат відкриває причину хвороби Антіоха» (фр. Érasistrate découvrant la cause de la maladie d'Antiochius) — картина, яку створив французький художник Жак-Луї Давід 1774 року. З цією картиною Давід вчетверте брав участь у конкурсі королівської Академії живопису, вона принесла художнику Римську премію та право на подорож до Рима.
Картина написана на античний сюжет Плутарха: розкриття лікарем Ерасистратом причини знедужання царевича Антіоха, який помирав від кохання до своєї мачухи Стратоніки, дружини царя Селевка I. Витвір вірний канонам Академії і в ньому ще відчувається вплив бароко.
Зберігається у Національній вищій школі красних мистецтв Парижа.